# 阿道夫·格林

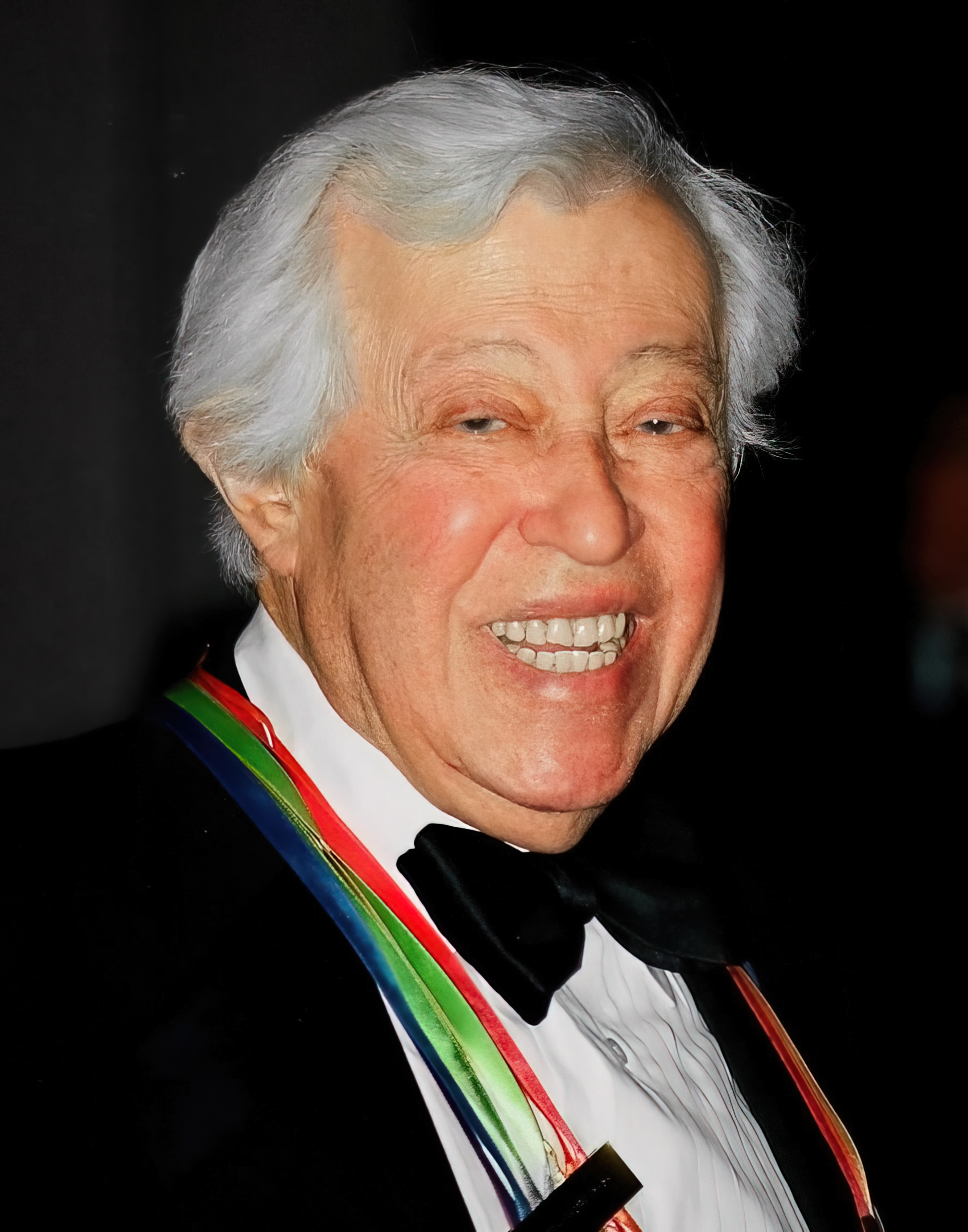
阿道夫·格林

阿道夫·格林（1914年12月2日—2002年10月23日）是一位美国填詞家和剧作家，他寫的剧本和歌曲被一些百老匯劇院的音樂劇和美国电影採納。他獲得四项托尼奖以。格林于1980年入选歌曲作者名人堂，1981年入选美国戏剧名人堂。 1991年又获得肯尼迪中心荣誉奖。